# Katholisches Pfarrhaus (Mellrichstadt)

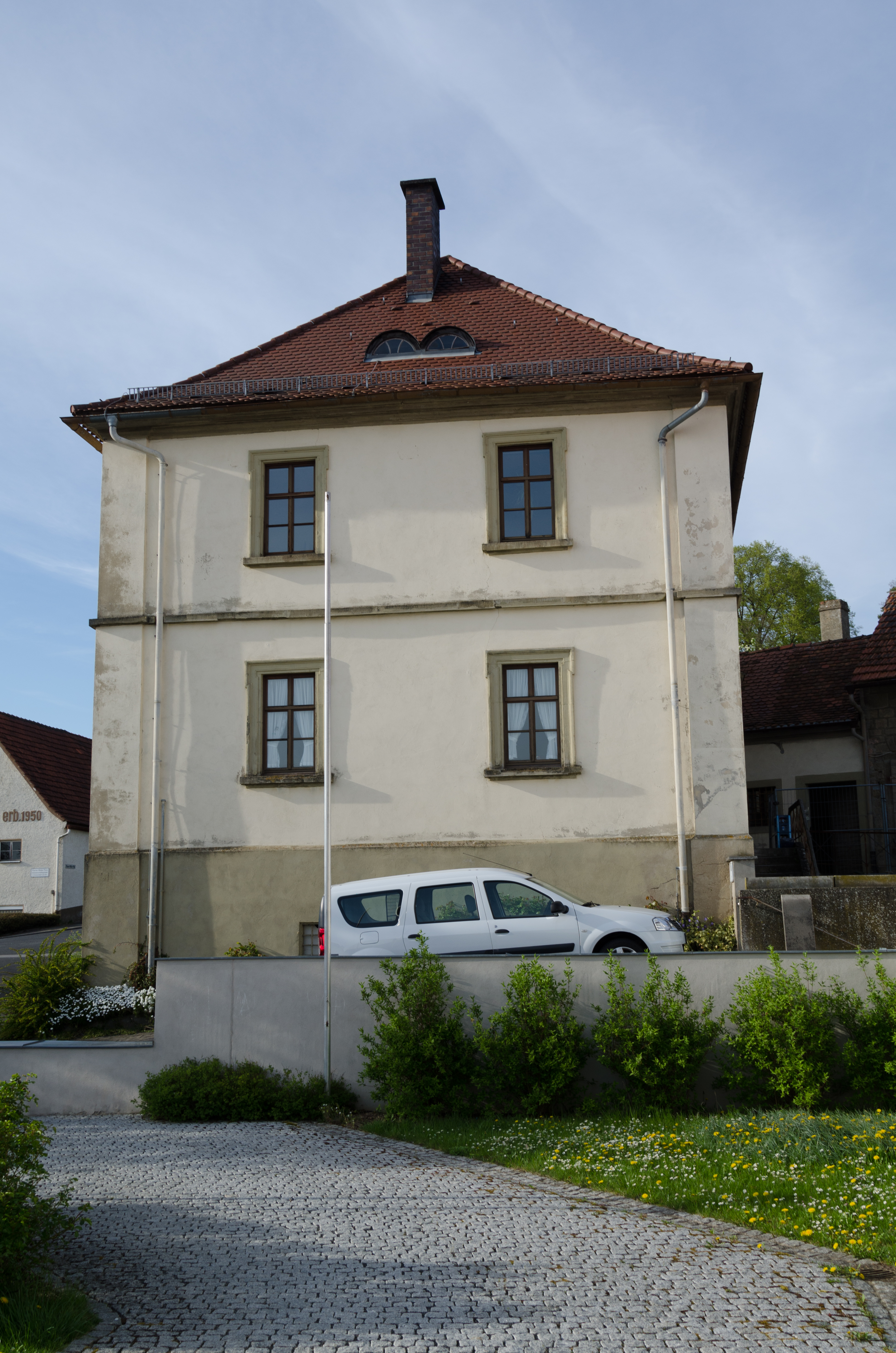
Katholisches Pfarrhaus in Frickenhausen, Stadt Mellrichstadt

Das Pfarrhaus in Frickenhausen, einem Stadtteil von Mellrichstadt, wurde im Jahr 1719 vermutlich durch Joseph Greissing im Barockstil errichtet. Früher bewohnten es die katholischen Pfarrer von Frickenhausen. Das Haus mit der Adresse Am Kirchberg 4 ist ein geschütztes Baudenkmal.
Beide Geschosse des Walmdachgebäudes auf hohem Sockel sind massiv gemauert. Im Obergeschoss sind zwei fürstbischöfliche Wappensteine des 16. Jahrhunderts und des Jahres 1719 eingemauert. Die Fenster sind ausnahmslos Einzelfenster. Ein Nebengebäude aus der Zeit um 1800 ist vorhanden, ein Hausteinbau mit Ladeluken.